# Atrichopogon pedipalens
Atrichopogon pedipalens är en tvåvingeart som beskrevs av Yan och Yu 1999. Atrichopogon pedipalens ingår i släktet Atrichopogon och familjen svidknott.
Artens utbredningsområde är Yunnan (Kina). Inga underarter finns listade i Catalogue of Life.